# Tekpınar, Taşova
Tekpınar là một xã thuộc huyện Taşova, tỉnh Amasya, Thổ Nhĩ Kỳ. Dân số thời điểm năm 2010 là 61 người.